# 木村清久
木村 清久（きむら きよひさ）は、安土桃山時代から江戸時代初期にかけての武将、大名。豊臣氏の家臣。木村吉清の子。実名は秀望（ひでもち）とも。清久と名乗ったかどうかについて異論があるため、本項では仮名の弥一右衛門尉（やいちうえもんのじょう）を用いる。

## 生涯
木村吉清の子として生まれる。
天正18年（1590年）8月、豊臣秀吉の奥州仕置により、父・吉清とともに旧大崎・葛西領30万石を与えられ、弥一右衛門尉は志田郡古川城へ入城した。同年10月、領内で一揆が勃発し、その対策のため弥一右衛門尉は父の居城・登米城（寺池城）へと赴くが、その間に一揆勢が古川城を攻め、弥一右衛門尉は佐沼城に籠城する。駆け付けた吉清も一揆勢により佐沼城に閉じ込められる形となったが、翌11月、蒲生氏郷と伊達政宗により救助された。この葛西大崎一揆の結果、天正19年（1591年）2月に木村氏は領地を没収されている。
父・吉清はこの後、蒲生氏郷の与力となり、その後、豊臣秀吉の直臣となって豊後国に1万4千石を与えられた。慶長3年（1598年）12月に吉清が死去すると、弥一右衛門尉はその遺領を継いだものか、翌慶長4年（1599年）時点で1万4千石を領していることが確認できる（「慶長四年諸侯分限帳」）
。
慶長5年（1600年）の関ヶ原の戦いでは西軍となり、520人の兵を率いて近江瀬田橋の守りに就いている。戦後、改易された。
慶長19年（1614年）の大坂冬の陣の際、大坂城に入り、足軽大将を務めた。慶長20年（1615年）5月7日、戦死。天王寺表合戦にて本多忠義主従に討ち取られたという。

## 実名について
「木村弥一右衛門尉清久」の名は、天正11年（1583年）以来、石田三成・増田長盛と共に上杉氏に対する奏者の役を務め、天正17年（1589年）に伊達政宗との交渉を行う人物として確認できる。この「清久」については、当時その名を名乗った木村吉清とされることが多く、天正18年（1590年）8月9日ごろに吉清が「木村伊勢守吉清」に改名した後、その子が弥一右衛門尉を名乗ったとされている。子・弥一郎右衛門尉の実名については確かな史料では確認できないとされ、治家日記に「木村伊勢守吉清、同弥一右衛門尉清久父子」とあることから、父子ともに清久と名乗ったともいわれてきた。これに対し小林清治は、父の実名を子が襲名することは通例ありえないとして、子が清久を名乗ったとの説を否定。その実名をさしあたり「秀望」（『廃絶録』に記載）としている。
一方熊谷隆次は、『稗貫家譜』に収められた天正18年（1590年）のものと推定される7月25日付の書状の写しの差出人として「伊勢守吉清家嫡 木村弥一右衛門 清久」とあることを指摘。これが後筆とは考えにくいとして、天正18年8月9日以前に見える「清久」が吉清でなく子の弥一右衛門尉である可能性が高いとしている。